# Camps-sur-l’Isle
Camps-sur-l’Isle ist eine französische Gemeinde mit 620 Einwohnern (Stand: 1. Januar 2022) im Département Gironde in der Region Nouvelle-Aquitaine. Sie gehört zum Arrondissement Libourne und zum Kanton Le Nord-Libournais. Die Einwohner werden Féodiens genannt.

## Geographie
Camps-sur-l’Isle liegt etwa 47 Kilometer ostnordöstlich von Bordeaux und etwa 20 Kilometer nordöstlich von Libourne an einer großen Schleife des Flusses Isle, der die Gemeinde im Norden begrenzt. Umgeben wird Camps-sur-l’Isle von den Nachbargemeinden Coutras im Nordwesten und Norden, Porchères im Nordosten, Saint-Seurin-sur-l’Isle im Osten, Saint-Sauveur-de-Puynormand im Süden sowie Saint-Médard-de-Guizières im Westen.

## Bevölkerungsentwicklung
| Jahr                       | 1962 | 1968 | 1975 | 1982 | 1990 | 1999 | 2009 | 2020 |
| Einwohner                  | 297  | 356  | 376  | 377  | 379  | 388  | 530  | 605  |
| Quellen: Cassini und INSEE |      |      |      |      |      |      |      |      |

## Sehenswürdigkeiten

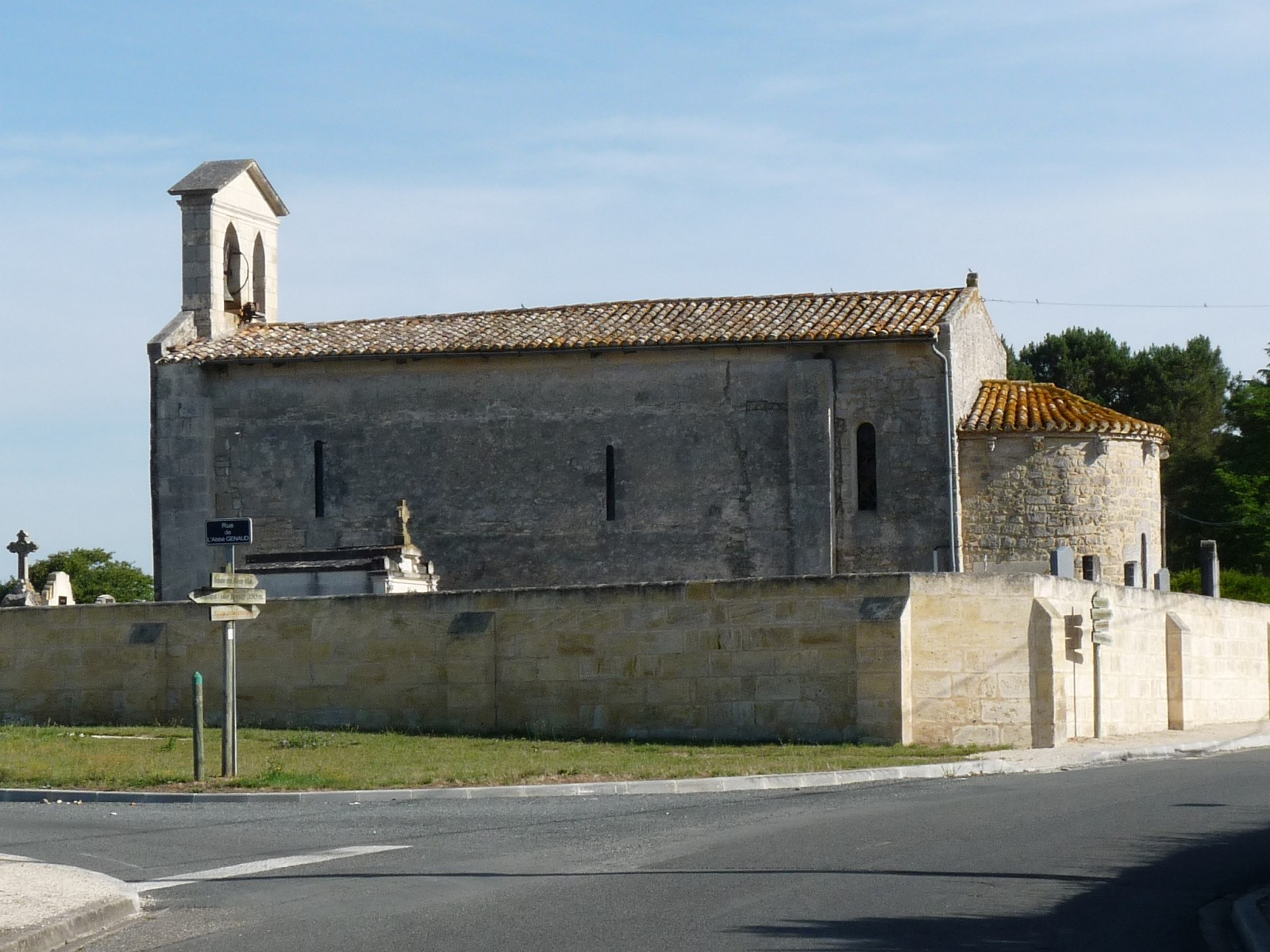
Kirche Saint-Pierre

- Kirche Saint-Pierre